# Alburnoides
Alburnoides ist eine Gattung aus der Familie der Karpfenfische. Ihr Verbreitungsgebiet erstreckt sich über Europa, Vorder- und Nordasien. Es handelt sich um Süßwasserbewohner, die in Flüssen und Seen zu Hause sind.

## Merkmale
Alburnoides-Arten werden 7 bis 14 cm lang und besitzen einen langgestreckten, seitlich abgeflachten Körper. Sie teilen die meisten ihrer Merkmale mit der Gattung Alburnus. Dazu gehören ein mehr oder weniger deutlich ausgeprägter ventraler Kiel, der sowohl beschuppt als auch schuppenlos sein kann, sowie eine leicht bis stark verlängerte Afterflosse. Hinzu kommen eine große Augenhöhle und eine Zahnformel von 2.5-5.2 oder 2.5-4.2 für die Pharyngealzähne. Außerdem sind bei Alburnoides und Alburnus die Anzahl der Rumpf- und Schwanzwirbel gleich, bzw. der Unterschied liegt nur bei einem bis vier Wirbel, während er bei den meisten anderen Weißfischgattungen zwischen vier und sechs liegt. Die Anzahl der Prädorsalwirbel liegt bei 15 bis 17.
Das einzige Unterscheidungsmerkmal zu Alburnus ist die zu beiden Seiten mit kleinen schwarzen Punkten markierte, nach unten gebogene Seitenlinie und der gerade verlaufende dunkle Streifen, der vom Hinterrand des Kiemendeckels bis zum Schwanzstiel verläuft. Diese beiden Merkmale fehlen bei Alburnus.

## Arten

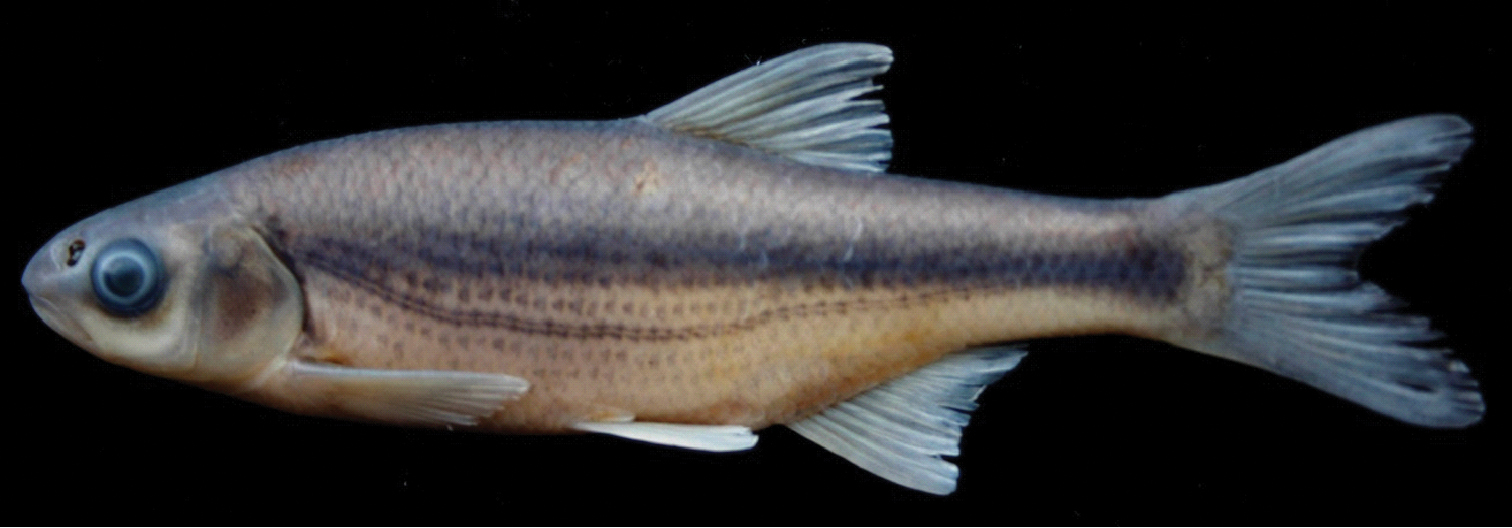
Alburnoides eichwaldii

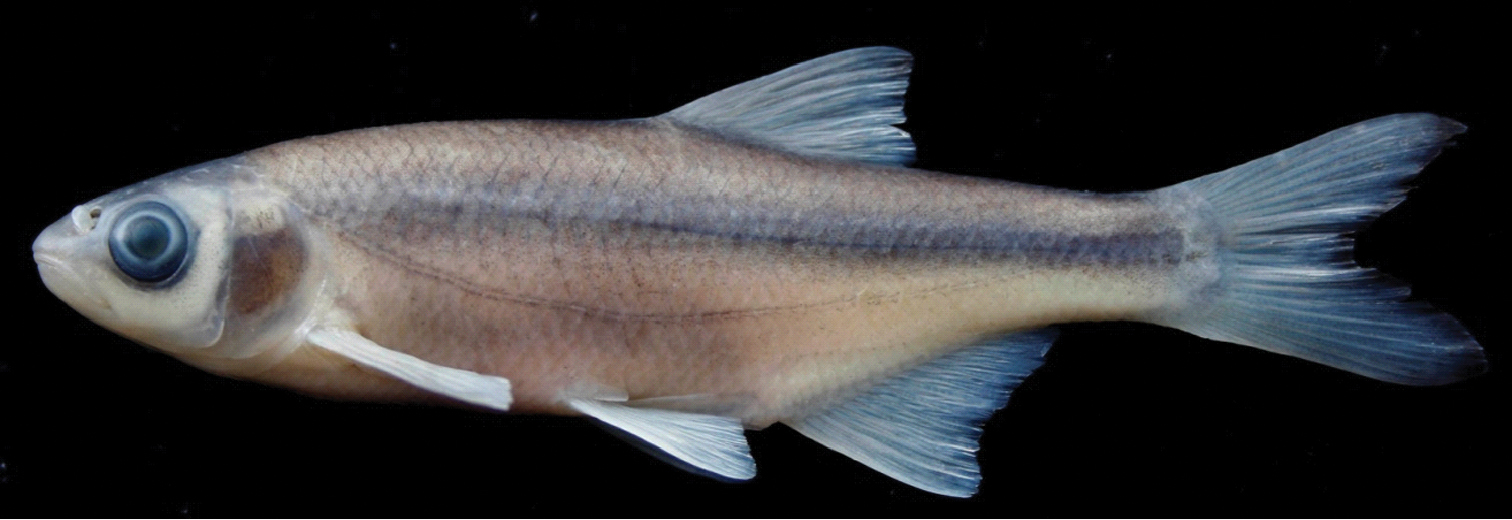
Alburnoides fasciatus

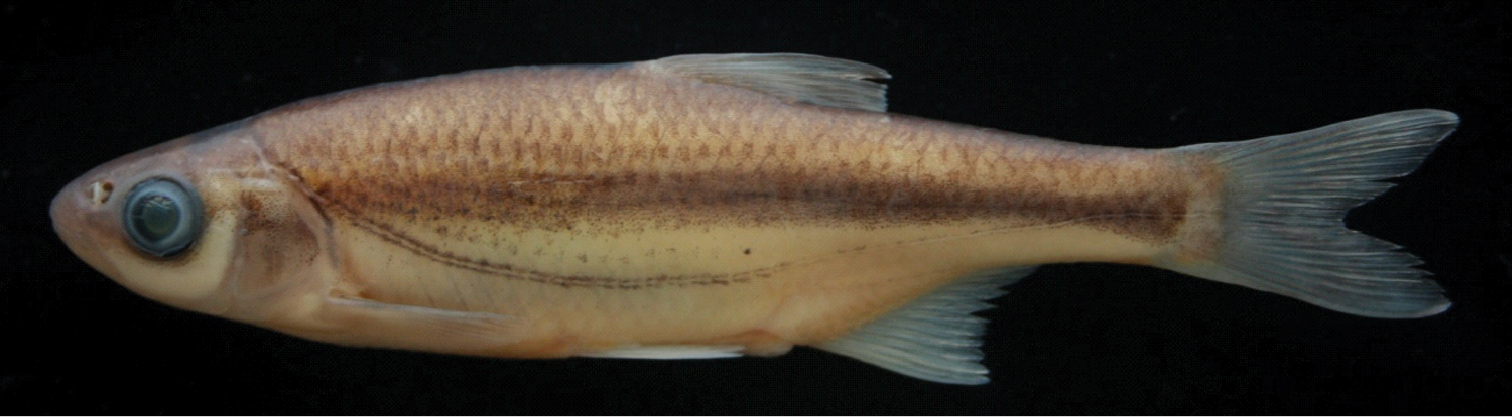
Alburnoides tzanevi

- Schneider (Alburnoides bipunctatus (Bloch, 1782))
- Alburnoides coadi Mousavi-Sabet et al., 2015
- Alburnoides coskuncelebii Turan et al., 2019
- Alburnoides damghani Roudbar et al., 2016
- Alburnoides devolli Bogutskaya, Zupančič & Naseka, 2010
- Alburnoides diclensis Turan et al., 2016
- Alburnoides economoui Barbieri et al., 2017
- Alburnoides eichwaldii (De Filippi, 1863)
- Alburnoides fangfangae Bogutskaya, Zupančič & Naseka, 2010
- Alburnoides fasciatus (Nordmann, 1840)
- Alburnoides freyhofi Turan et al., 2017[1]
- Alburnoides gmelini Bogutskaya & Coad, 2009
- Alburnoides idignensis Bogutskaya & Coad, 2009
- Alburnoides kosswigi Turan et al., 2017[1]
- Alburnoides kubanicus Bănărescu, 1964
- Alburnoides kurui Turan et al., 2017[1]
- Alburnoides namaki Bogutskaya & Coad, 2009
- Alburnoides nicolausi Bogutskaya & Coad, 2009
- Alburnoides oblongus Bulgakov, 1923
- Ohrid-Schneider (Alburnoides ohridanus) (Karaman, 1928)
- Alburnoides parhami Mousavi-Sabet et al., 2015
- Alburnoides petrubanarescui Bogutskaya & Coad, 2009
- Prespa-Schneider (Alburnoides prespensis) (Karaman, 1924)
- Alburnoides qanati Coad & Bogutskaya, 2009
- Alburnoides samiii Mousavi-Sabet et al., 2015
- Alburnoides tabarestanensis Mousavi-Sabet et al., 2015
- Alburnoides taeniatus (Kessler, 1874)
- Alburnoides thessalicus (Stephanidis, 1950)
- Alburnoides turani Kaya, 2020
- Alburnoides varentsovi Bogutskaya & Coad, 2009